# Ratko Svilar
Ratko Svilar (ur. 6 maja 1950 w Crvence) – serbski piłkarz grający na pozycji bramkarza.

## Kariera klubowa
Karierę piłkarską Svilar rozpoczął w klubie z rodzinnej miejscowości Crvenka o nazwie FK Crvenka. W sezonie 1970/1971 zadebiutował w jego barwach w pierwszej lidze jugosłowiańskiej. Na koniec roku spadł z Crvenką do drugiej ligi, gdzie grał przez dwa lata. W 1973 roku został zawodnikiem Vojvodiny Nowy Sad. W 1975 roku wywalczył wicemistrzostwo Jugosławii, a w 1978 roku był wypożyczony do amerykańskiego Rochester Lancers z ligi NASL. W Vojvodinie grał do 1980 roku.
Latem 1980 Svilar przeszedł do Royal Antwerp FC, w którym wygrał rywalizację z reprezentantem Belgii, Theo Custersem. W 1992 roku zdobył z Antwerp Puchar Belgii (2:2, k. 9:8 w finale z KV Mechelen). Z kolei w 1993 roku dotarł z Antwerp do finału Pucharu Zdobywców Pucharów, jednak nie wystąpił w nim (1:3 z Parmą). Bramkarzem zespołu z Antwerpii był do 1996 roku. Wtedy też w wieku 46 lat zakończył karierę. Po jej zakończeniu kilkukrotnie pełnił funkcję trenera Royalu i od 2009 roku ponownie jest jego szkoleniowcem.
| Sezon   | Klub              | Kraj              | Rozgrywki             | Mecze | Bramki |
| ------- | ----------------- | ----------------- | --------------------- | ----- | ------ |
| 1970/71 | FK Crvenka        | Jugosławia        | Prva liga Jugoslavije | 31    | 0      |
| 1971/72 | FK Crvenka        | Jugosławia        | II liga               | ?     | 0      |
| 1972/73 | FK Crvenka        | Jugosławia        | II liga               | ?     | 0      |
| 1973/74 | FK Vojvodina      | Jugosławia        | Prva liga Jugoslavije | 26    | 0      |
| 1974/75 | FK Vojvodina      | Jugosławia        | Prva liga Jugoslavije | 34    | 0      |
| 1975/76 | FK Vojvodina      | Jugosławia        | Prva liga Jugoslavije | ?     | 0      |
| 1976/77 | FK Vojvodina      | Jugosławia        | Prva liga Jugoslavije | 29    | 0      |
| 1977/78 | FK Vojvodina      | Jugosławia        | Prva liga Jugoslavije | 21    | 0      |
| 1978    | Rochester Lancers | Stany Zjednoczone | NASL                  | 16    | 0      |
| 1978/79 | FK Vojvodina      | Jugosławia        | Prva liga Jugoslavije | 31    | 0      |
| 1979/80 | FK Vojvodina      | Jugosławia        | Prva liga Jugoslavije | 21    | 0      |
| 1980/81 | Royal Antwerp FC  | Belgia            | Division I            | 21    | 0      |
| 1981/82 | Royal Antwerp FC  | Belgia            | Division I            | 34    | 0      |
| 1982/83 | Royal Antwerp FC  | Belgia            | Division I            | 33    | 0      |
| 1983/84 | Royal Antwerp FC  | Belgia            | Division I            | 26    | 0      |
| 1984/85 | Royal Antwerp FC  | Belgia            | Division I            | 6     | 0      |
| 1985/86 | Royal Antwerp FC  | Belgia            | Division I            | 19    | 0      |
| 1986/87 | Royal Antwerp FC  | Belgia            | Division I            | 22    | 0      |
| 1987/88 | Royal Antwerp FC  | Belgia            | Division I            | 0     | 0      |
| 1988/89 | Royal Antwerp FC  | Belgia            | Division I            | 6     | 0      |
| 1989/90 | Royal Antwerp FC  | Belgia            | Division I            | 17    | 0      |
| 1990/91 | Royal Antwerp FC  | Belgia            | Division I            | 7     | 0      |
| 1991/92 | Royal Antwerp FC  | Belgia            | Division I            | 0     | 0      |
| 1992/93 | Royal Antwerp FC  | Belgia            | Division I            | 12    | 0      |
| 1993/94 | Royal Antwerp FC  | Belgia            | Jupiler League        | 22    | 0      |
| 1994/95 | Royal Antwerp FC  | Belgia            | Jupiler League        | 4     | 0      |
| 1995/96 | Royal Antwerp FC  | Belgia            | Jupiler League        | 0     | 0      |

## Kariera reprezentacyjna
W reprezentacji Jugosławii Svilar zadebiutował 25 września 1976 roku w przegranym 0:3 towarzyskim meczu z Włochami. W 1982 roku został powołany przez selekcjonera Miljana Miljanicia do kadry na Mistrzostwa Świata w Hiszpanii. Tam był rezerwowym bramkarzem dla Dragana Pantelicia i nie rozegrał żadnego spotkania. Od 1976 do 1983 roku rozegrał w kadrze narodowej 9 meczów.